# Stan Tracey
Stanley William Tracey (Londen, 30 december 1926 - St Albans, 6 december 2013) was een Britse jazzpianist, componist en arrangeur.

## Biografie
Tracey was al op 16-jarige leeftijd beroepsmuzikant en speelde aanvankelijk als accordeonist voor amusement. Vanaf 1945 vervulde hij zijn militaire dienstplicht, deels in amusementsbands voor militair personeel in Egypte en Palestina. In 1948 keerde hij terug naar Londen, waar hij speelde met Ronnie Scott. In 1951 nam hij op met het kwartet van Eddie Thompson om daarna te gaan werken op oceaanstomers van de Cunard Line en in dansorkesten. Vanaf 1952 werkte hij ook in het bereik van de jazz, onder andere met Kenny Baker, Victor Feldman, Tony Crombie, Ivor Kirchin en Basil Kirchin. In 1957 was hij met Ronnie Scott op een Amerikaanse tournee. Tussen 1957 en 1959 werkte hij bijna twee jaar lang (ook als vibrafonist) met Ted Heath. Tussen 1960 en 1967 was hij in de jazzclub van Ronnie Scott werkzaam als huispianist en begeleidde hij doorreizende solisten als Ben Webster, Sonny Rollins en Zoot Sims. In 1964 formeerde hij een eigen kwartet, waartoe aanvankelijk saxofonisten als Bobby Wellins en Trevor Watts behoorden (sinds 1974 Art Themen). Tracey maakte opnamen als solist, in duo met Mike Osborne, John Surman, Tony Coe en ook Keith Tippett en in grotere bands tot de bigbands.
Als pianist stond Tracey onder invloed van Duke Ellington en Thelonious Monk. In 2003 was Tracey de rode draad van de BBC tv-documentaire Godfather of British Jazz.

## Onderscheidingen van de Britse jazz
Beste pianist (1992), beste componist/arrangeur (1993, 1995, 1997, 1999), beste albumpublicatie (1993), beste kleine band (1995). In 1986 werd hem voor zijn verdiensten voor de Britse jazz de Order of the British Empire toegekend. In 2012 werd hij geëerd met de nieuw in het leven geroepen Ivors Jazz Award.

## Privéleven en overlijden
De drummer Clark Tracey is zijn zoon. Stan Tracey overleed in 2013 op 86-jarige leeftijd.

## Discografie
- 1957: With Love from Jazz (Trio)
- 1965: Under Milk Wood (Blue Note Records) met Bobby Wellins, Jeff Clyne, Jack Dougan
- 1978: The Salisbury Suite (Steam) met Jeff Daly, Art Themen, Don Weller, Harry Beckett, Malcolm Griffiths, Dave Green, Bryan Spring
- 1989: Genesis (Steam) met John Barclay, Steve Sidwell, Guy Barker, Henry Lowther, Malcolm Griffiths, Chris Pyne, Geoff Perkins, Peter King, Jamie Talbot, Tony Coe, Art Themen, Phil Todd, Roy Babbington, Clark Tracey
- 1992: Portraits Plus (Blue Note Records) met Guy Barker, Malcolm Griffiths, Art Themen, Peter King, Don Weller, Dave Green, Clark Tracey
- 1995: For Heaven's Sake (Cadillac) met Gerard Presencer, Andrew Cleyndert, Clark Tracey
- 1997: Solo: Trio (Cadillac) met Andrew Cleyndert, Clark Tracey
- 2003: Evan Parker/Stan Tracey Suspensions and Anticipations (Psi)
- 2003: Danny Moss/Stan Tracey Just You, Just Me (Avid) met ?
- 2004: The Last Time I Saw You (Trio) met Peter King, Clark Tracey, Andrew Cleyndert
- 2011: A Child's Christmas Jazz Suite (ReSteamed) met Clark Tracey, Andrew Cleyndert, Simon Allen